# Ryder System

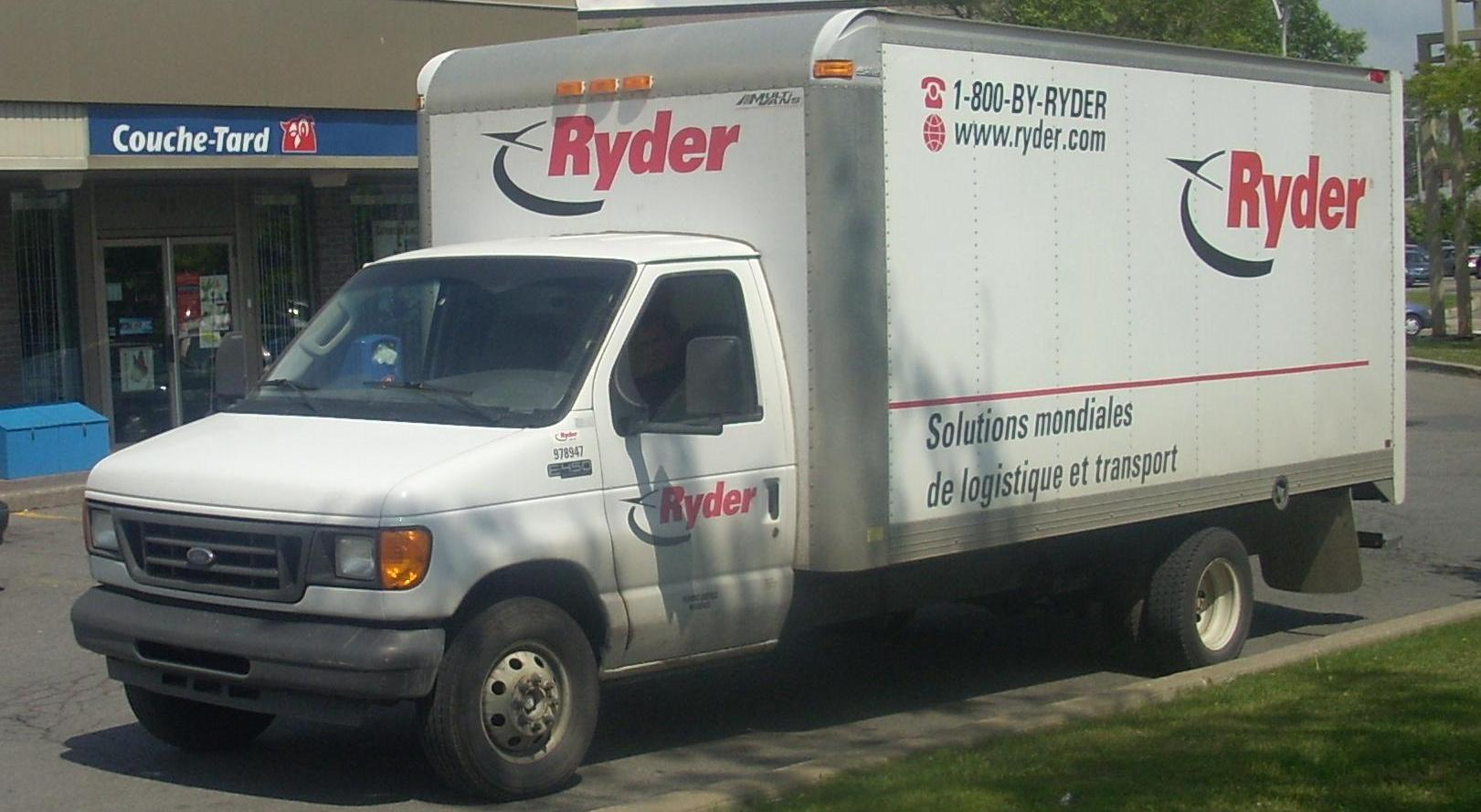
A 2003-07 Ryder Ford E-450

Ryder System ist ein US-amerikanisches Unternehmen mit Sitz in Miami.
Das Unternehmen wurde 1933 von James Ryder gegründet. Ryder System ist im Transportwesen tätig. Es verleast unter anderem Lastkraftwagen an andere Unternehmen. Im Unternehmen sind rund 36.100 Mitarbeiter (Stand: 2017) beschäftigt.